# Луковка
Лу́ковка (рос. Луковка) — село у складі Панкрушихинського району Алтайського краю, Росія. Адміністративний центр Луковської сільської ради.

## Населення
Населення — 720 осіб (2010; 800 у 2002).
Національний склад (станом на 2002 рік):
- росіяни — 85 %